# Nel mezzo della notte
Nel mezzo della notte (Middle of the Night) è un film del 1959 diretto da Delbert Mann.

## Trama
Kingsley e Lockman sono due maturi imprenditori che gestiscono insieme una avviata sartoria. Lockman è sposato ma da anni non riesce più a comunicare con la moglie e conduce una vita malinconica e senza gioie; Kingsley è invece vedovo, teme per la sua vecchiaia man mano che assiste ai funerali degli amici. Vorrebbe una relazione stabile, ma ha paura di imprigionarsi in un legame definitivo con una donna della sua età. Intanto ha messo gli occhi sulla sua giovane segretaria Betty, reduce da un divorzio difficile. Betty spera di poter iniziare con lui una nuova vita ma, data la differenza di età fra i due, le rispettive famiglie fanno pressioni per evitare il matrimonio. Le spinte non completamente disinteressate dei parenti e l'improvvisa ricomparsa dell'ex marito di Betty sembrano far naufragare definitivamente il progetto di nozze. Quando la vita infelice spinge il suo socio Lockman a tentare il suicidio in una camera d'albergo, Kingsley capisce che deve approfittare delle occasioni che gli sottopone la vita prima che sia troppo tardi. Dopo aver assistito alla sua agonia, corre da Betty deciso a superare qualsiasi ostacolo per assicurarsi la felicità.

## Produzione
La sceneggiatura del film prende origine da una fiction televisiva di Paddy Chayefsky andata in onda negli Stati Uniti nel 1954, da cui fu tratto due anni dopo un lavoro teatrale in scena a Broadway con Edward G. Robinson e Gena Rowlands sotto la direzione di Joshua Logan. 
La coppia Robinson-Rowlands fu sostituita sul grande schermo da Fredric March, nei panni di un imprenditore ebreo cinquantaseienne, e da Kim Novak, in uno dei ruoli migliori della sua carriera, che seppe rendere credibile il personaggio di una ventenne confusa, combattuta tra un matrimonio sfortunato che le aveva fatto perdere la fiducia nei coetanei e la ricerca di sicurezza in un uomo maturo. Le riviste dell'epoca attribuirono il merito del successo del film al regista Delbert Mann, che riuscì anche con l'utilizzo di riprese in esterni a New York a far dimenticare l'origine teatrale dello script e a rappresentare autentici momenti di vita.

## Distribuzione
Il film esordì a New York il 17 giugno 1959 dopo essere stato presentato un mese prima in concorso al 12º Festival di Cannes. In Italia il film fu distribuito a partire dal 7 novembre 1959.

## Riconoscimenti
Nel 1959 il National Board of Review of Motion Pictures l'ha inserito nella lista dei migliori dieci film dell'anno.